# Gradsko pozorište (Ruma)
Gradsko pozorište u Rumi osnovano je 1994. godine. Predstavlja jednu od najvažnijih kulturnih institucija u gradu. Nalazi se u ulici Veljka Dugoševića broj 102. Pozorište ima oko sto članova. U okviru pozorišta deluju šest sekcija i nekoliko radionica.
Gradsko pozorište u Rumi je 1998. godine pokrenulo festival Trema Fest (današnji Art Trema Fest Ruma). Festival se organizuje u saradnji sa Kulturnim centrom iz Rume, Gradskom bibliotekom iz Rume i Zavičajnim muzejom Ruma. Program festivala zasnovan je na pozorišnim projektima mladih autora i studenata iz Srbije i inostranstva. U prvih dvadeset godina postojanja festivala prikazano je preko 300 predstava na  srpskom, bugarskom, mađarskom, švedskom, engleskom, italijanskom, slovačkom, romskom, makedonskom jeziku. Stručni žiri u takmičarskom delu festivala dodeljuje nagrade Zlatna, Srebrna i Bronzana Trema maska za najbolje predstave, Zlatnu plaketu za režiju i uloge i specijalne nagrade i pohvalnice.

## Spoljašnje veze
- Званични веб-сајт